# Sloboda, Cernihiv
Sloboda (în ucraineană Слобода) este localitatea de reședință a comunei Sloboda din raionul Cernihiv, regiunea Cernihiv, Ucraina.

## Demografie
Componența lingvistică a localității Sloboda
     Ucraineană (97,14%)
     Rusă (2,35%)
     Alte limbi (0,5%)
Conform recensământului din 2001, majoritatea populației localității Sloboda era vorbitoare de ucraineană (97,14%), existând în minoritate și vorbitori de rusă (2,35%).